# Podzisna II
Podzisna II – (lit. Padysnis II) – kolonia na Litwie, w okręgu uciańskim, w rejonie ignalińskim, starostwie Daugieliszki Nowe.

## Historia
W czasach zaborów dobra i folwark Podzisna leżały w granicach Imperium Rosyjskiego.
W dwudziestoleciu międzywojennym majątek leżał w Polsce, w województwie nowogródzkim (od 1926 w województwie wileńskim), w powiecie brasławskim, w gminie Widze.
Według Powszechnego Spisu Ludności z 1921 roku zamieszkiwało tu 95 osób, wszystkie były wyznania rzymskokatolickiego i zadeklarowały polską przynależność narodową. Było tu 5 budynków mieszkalnych. W 1931 w 7 domach zamieszkiwały 102 osoby.
Miejscowość należała do parafii rzymskokatolickiej w Widzach. Podlegała pod Sąd Grodzki w m. Turmont i Okręgowy w Wilnie; właściwy urząd pocztowy mieścił się w m. Widze.
W 1939 właścicielem majątku był inżynier rolnik Józef Marian Salomonowicz. Został aresztowany przez NKWD 20 września 1939 i był więziony w Brasławiu, Berezweczu. Prawdopodobnie został zamordowany w Mińsku w ramach zbrodni katyńskiej.